# Phyto pilicornis
Phyto pilicornis är en tvåvingeart som först beskrevs av Villeneuve 1920.  Phyto pilicornis ingår i släktet Phyto och familjen gråsuggeflugor.
Artens utbredningsområde är Algeriet. Inga underarter finns listade i Catalogue of Life.